# Tät klyftmossa
Tät klyftmossa (Molendoa tenuinervis) är en bladmossart som beskrevs av Karl Gustav Limpricht. Tät klyftmossa ingår i släktet klyftmossor, och familjen Pottiaceae. Arten har ej påträffats i Sverige.